# موید عابدین
موید عابدین (انگلیسی: Moaiad Abdeen؛ زادهٔ ۲۱ مهٔ ۱۹۹۶) بازیکن فوتبال است.
وی همچنین در تیم ملی فوتبال سودان بازی کرده‌است.